# Colchicum
Colchicum is een geslacht van vaste planten uit de familie Colchicaceae, dat een honderdtal soorten omvat.
De botanische naam Colchicum is afgeleid van Colchis, de streek waar de mythologische gifmengster Medea woonde. De plant is namelijk zeer giftig. Het grootste aantal soorten treft men in de Balkan en in Anatolië aan.

## Kenmerken
Colchicum-soorten zijn knolgewassen.
De bloemen van meeste soorten hebben een lange bloembuis.
De bloemen hebben drie stijlen en zes meeldraden en onderscheiden zich op deze wijze van die van de krokus.
De meeste soorten bloeien in de herfst, maar de bladeren en vruchten komen pas in het voorjaar tevoorschijn (filium ante patrem).
Enkele soorten echter, zoals Colchicum bulbocodium Ker Gawl. uit de westelijke Alpen en Colchicum luteum Baker uit Centraal-Azië (de enige soort met gele bloemen), bloeien aan het einde van de winter tussen reeds ontwikkelde bladeren. Colchicum hungaricum Janka uit de Hongarije en Balkan bloeit vanaf december tot soms in maart.

## Nomenclatuur
Om een soort met zekerheid te identificeren moet men veelal zowel bloemen als bladeren nauwkeurig bestuderen. Daar de bloemen en de bladeren van de meeste soorten op verschillende tijdstippen verschijnen, is de nomenclatuur van Colchicum enorm confuus.
Voorbeelden:
- De bloemen van Colchicum autumnale, Colchicum lusitanum en Colchicum neapolitanum, die in herfst verschijnen, zijn zeer gelijkend. Daarentegen zijn de bladeren, die in de lente verschijnen, verschillend.
- De bladeren van Colchicum cilicium en Colchicum speciosum, die in de lente verschijnen, zijn zeer gelijkend. Daarentegen zijn de bloemen, die in de herfst verschijnen, verschillend.

Zo hebben vele soorten van verschillende auteurs twee of drie verschillende namen gekregen en andersom hebben verschillende auteurs dezelfde naam aan verschillende soorten gegeven.
Fylogenetisch onderzoek (Vinnersten & Reeves) heeft aannemelijk gemaakt dat de soorten met volledig vrijstaande tepalen, die voorheen geplaatst werden in de geslachten Merendera (met volledig vrijstaande stijlen; ongeveer vijftien soorten) en Bulbocodium (stijlen alleen op hun bovenste deel vrijstaand; 2 soorten), in het geslacht Colchicum geïntegreerd moeten worden.
Recentere werken suggereren dat ook Androcymbium in Colchicum geïntegreerd zou moeten worden.
Androcymbium is een mediterraan en Afrikaans geslacht dat ongeveer veertig soorten omvat. Twee ervan treft men in Europa aan:
- Androcymbium europaeum (Lange) K. Richt. (Spanje)
- Androcymbium rechingeri Greuter (Kreta)

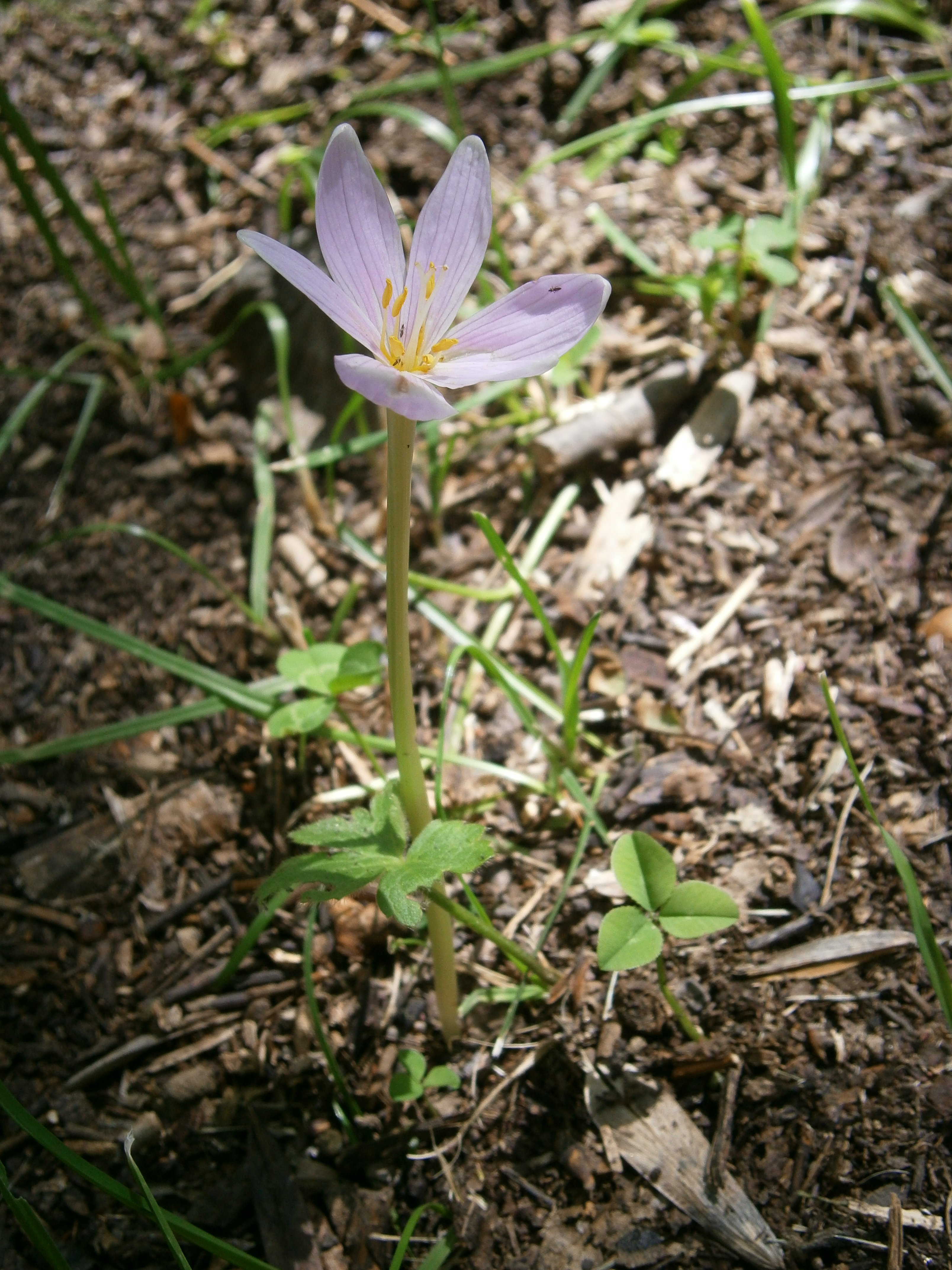
Colchicum alpinum
in de Grandes Rousses, Oisans

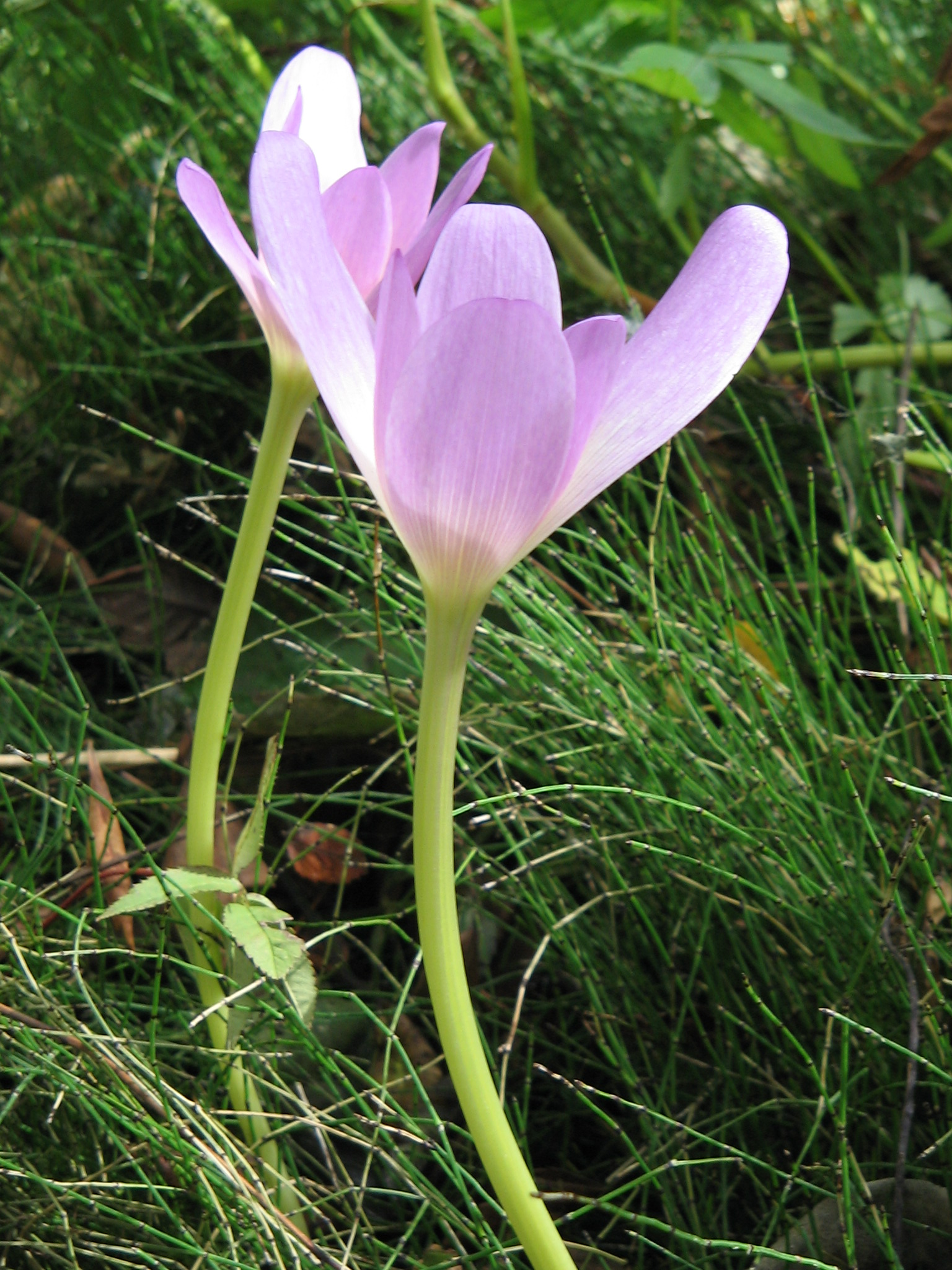
Colchicum speciosum

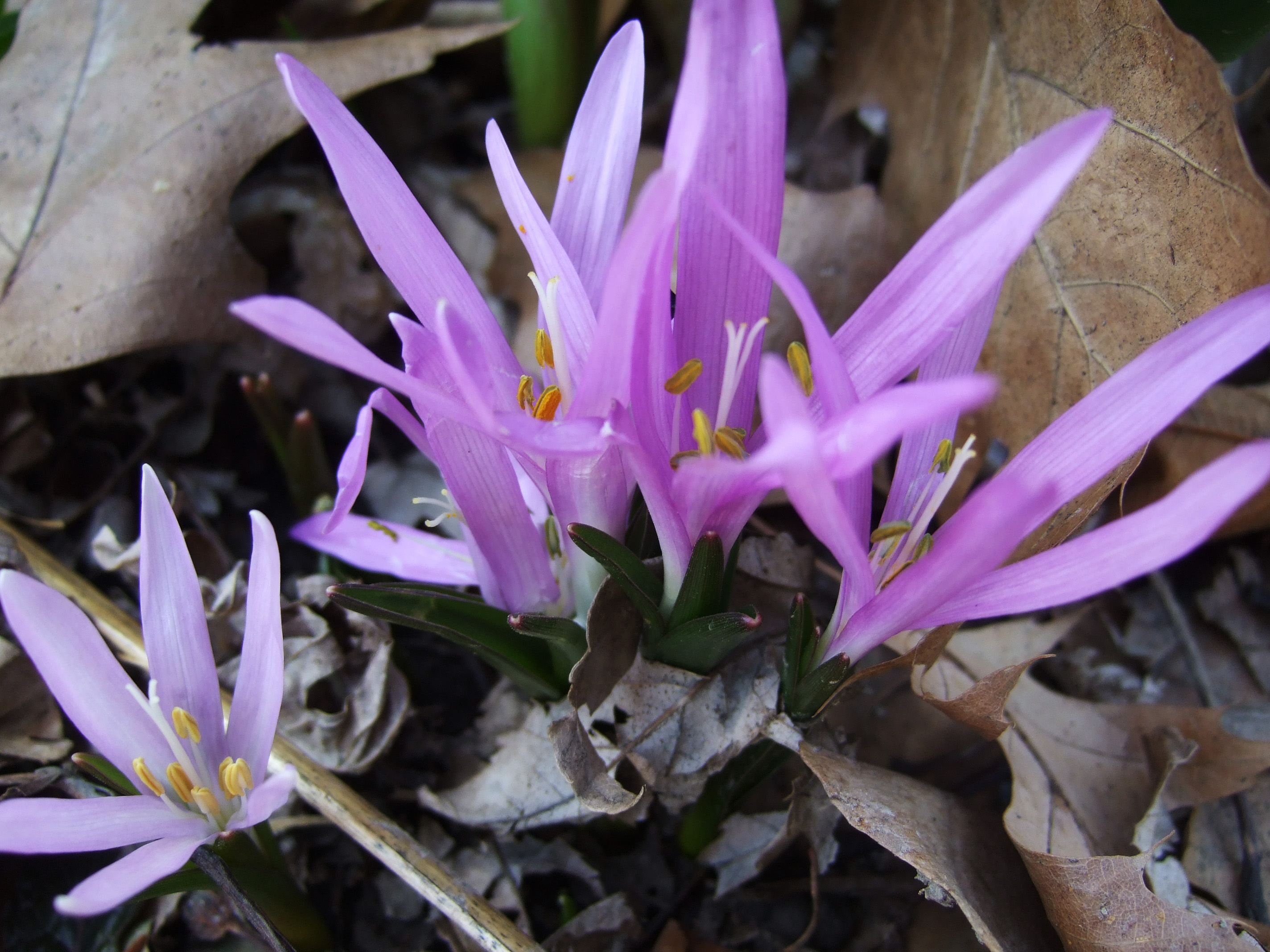
Colchicum bulbocodium

## Soorten met een bloembuis

### Europese soorten
- C. alpinum DC. – de Alpentijloos, een miniatuursoort uit de westelijke Alpen, Corsica en Italië.
- C. arenarium W. et K. - een in Hongarije semi-endische soort, 5 – 12 cm hoog, van eind augustus tot oktober lila bloeiende soort.[4]
- C. autumnale L. (synoniem: C. multiflorum Brot.) – de herfsttijloos, verspreid in Centraal- en West-Europa. De exemplaren met grotere bloemen uit Oost-Europa worden C. pannonicum Griseb. & Schenk genoemd.
- C. bivonae Guss., een mediterrane soort met grote bloemen.
- C. corsicum Baker, een endemische soort uit Corsica, nauw verwant aan C. alpinum.
- C. cupanii Guss., een mediterrane soort met kleine bloemen die tussen de jonge bladeren verschijnen.
- C. hungaricum Janka, een endemische soort uit de Balkan, 4-10(-15) cm hoog, die bloeit in de winter en lente.[4]
- C. lusitanum Brot. (synoniem: C. tenorii Parl.), een soort uit Italië en het Iberische schiereiland, die op C. autumnale lijkt.
- C. neapolitanum (Ten.) Ten., een mediterrane soort die op C. autumnale lijkt en die men onder andere in de Provence aantreft.
- C. parnassicum Sart., Orph. & Heldr. ex Boiss., een endemische soort uit de bergen van Griekenland.
- C. variegatum L., een miniatuursoort uit Griekenland en Turkije met stervormige tepalenkrans, die een fijn dambordmotief vertoont – een beetje zoals bij de wilde kievitsbloem (Fritillaria meleagris).

### Soorten uit Klein-Azië
- C. baytopiorum C. Brickell, een miniatuursoort waarvan de bloemen tussen de jonge bladeren verschijnen.
- C. cilicicum Dammer, een lichtgeurende, bloemrijke soort.
- C. speciosum Steven, een variabele soort met grote bloemen die goed weerbestendig zijn.
  - C. speciosum var. bornmuelleri (Freyn) Bergmans (synoniem: C. bornmuelleri Freyn) heeft grote bekervormige bloemen met brede witte keel en smaragdgroene bloembuis. De meeldraden zijn bruinachtig (geel bij C. speciosum).
  - C. giganteum S. Arn. is een variant ervan met zeer grote bloemen.

## Soorten met vrijstaande tepalen

### Lentebloeiers
- C. bulbocodium Ker Gawl. – synoniem: Bulbocodium vernum L., C. vernum (L.) Stef.: Westelijke Alpen en Karpaten. De wolbol, die aan het einde van de winter tussen de jonge bladeren bloeit. Lijkt op een krokus.
  - C. bulbocodium subsp. versicolor (Ker Gawl.) K. Perss. – synoniem: Bulbocodium versicolor (Ker Gawl.) Spreng., C. versicolor Ker Gawl.: Uit Oost-Europa, met kleinere bloem.
- C. androcymbioideum (Valdés) K. Perss. – synoniem: Merendera androcymbioides Valdés: een endemische soort uit Zuid-Spanje (Torre del campo).
- C. soboliferum (Fisch. et C.A. Mey.) Stef. – synoniem: Merendera sobolifera C.A. Mey.: Balkan en Klein-Azië. De nieuwe knollen verschijnen aan het einde van uitlopers, vandaar de soortnaam.
- C. trigynum (Adams) Stearn – synoniem: Merendera trigyna (Steven ex Adams) Stapf, Merendera caucasica M. Bieb.: Balkan en Klein-Azië.
- C. kurdicum Stef. – synoniem: Merendera kurdica Bornm.: Klein-Azië.
- C. robustum (Bunge) Stef. – synoniem: Merendera persica Boiss., Merendera hissarica Regel: Klein- en Centraal-Azië.

### Herfstbloeiers
- C. montanum L. – synoniem: Merendera montana Lange, Merendera pyrenaica (Pourr.) P. Fourn.: Centrale Pyreneeën en Iberisch schiereiland. De gootvormige bladeren verschijnen aan het eind van de bloei.
- C. atticum Spruner ex Tommas – synoniem: Merendera attica (Spruner ex Tomm.) Boiss. & Spruner, Merendera rhodopaea Velen.: endemisch uit Bulgarije en Griekenland.
- C. filifolium (Cambess.) Stef. – synoniem: Merendera filifolia Cambess.: Middellandse Zeegebied met haarfijne bladeren; zeer zeldzaam en beschermd in Frankrijk: kuststeek van de Bouches-du-Rhône.

## Afbeeldingen van andere soorten

Colchicum-soorten
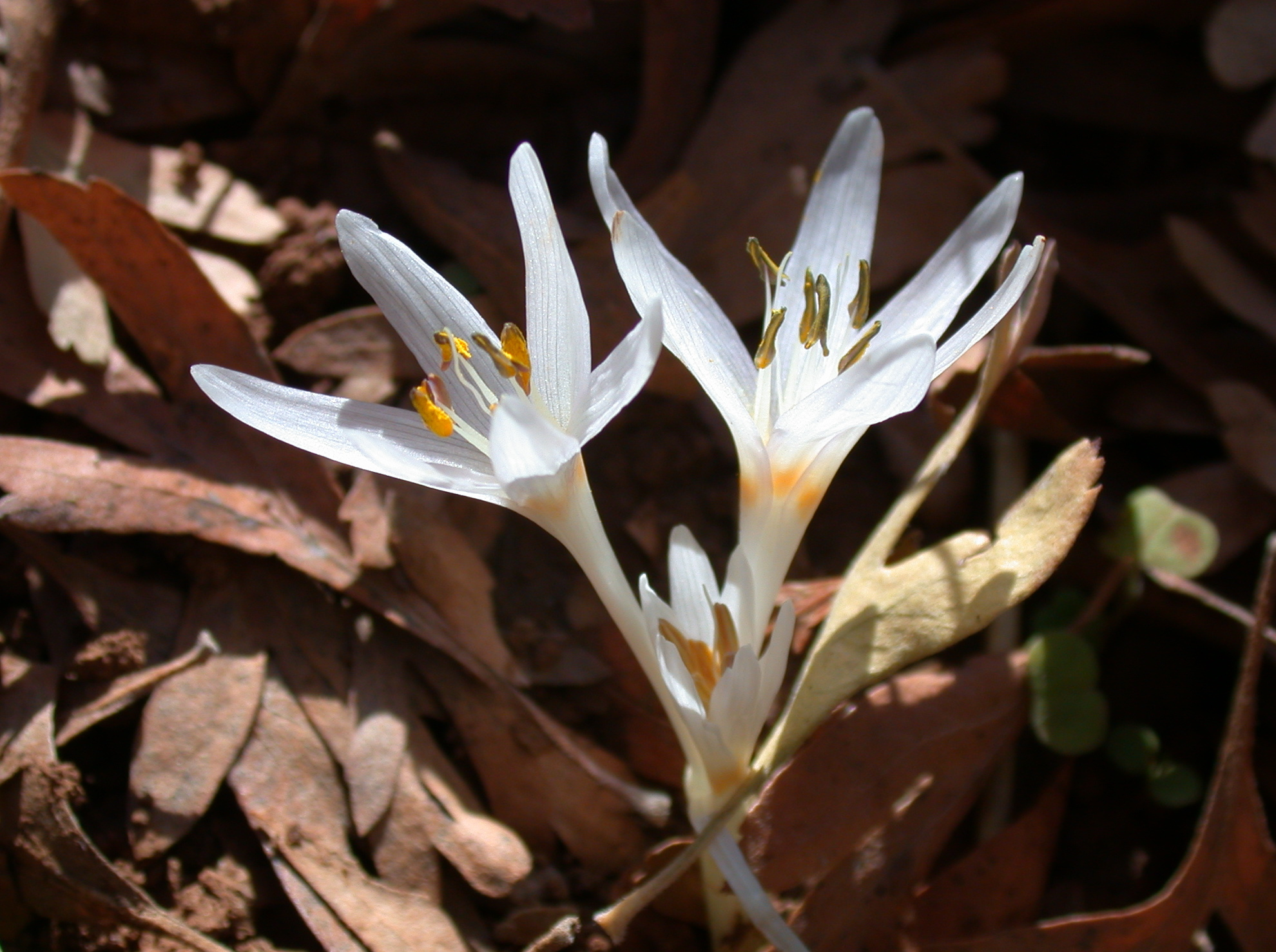
C. antilibanoticum
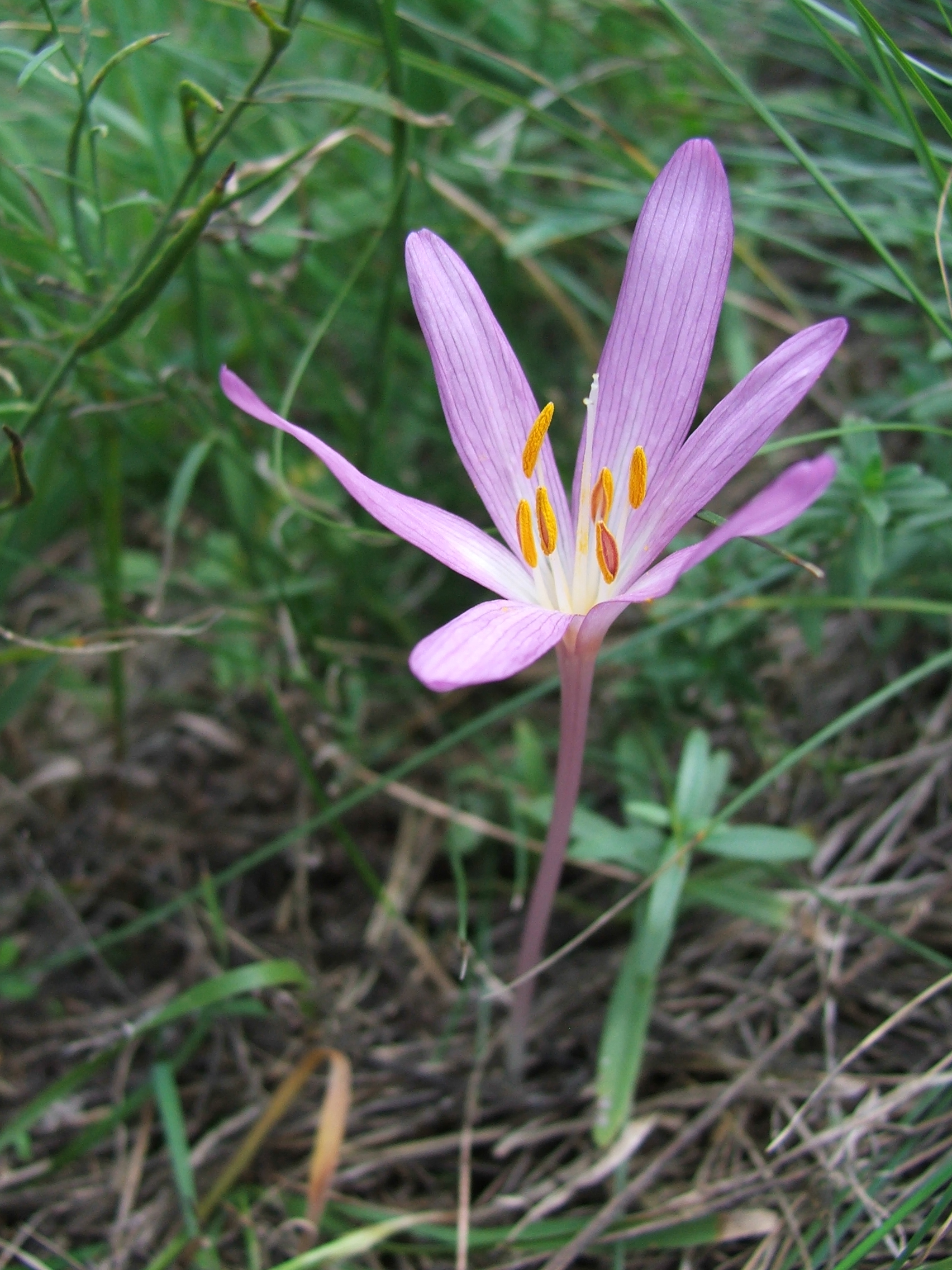
C. arenarium
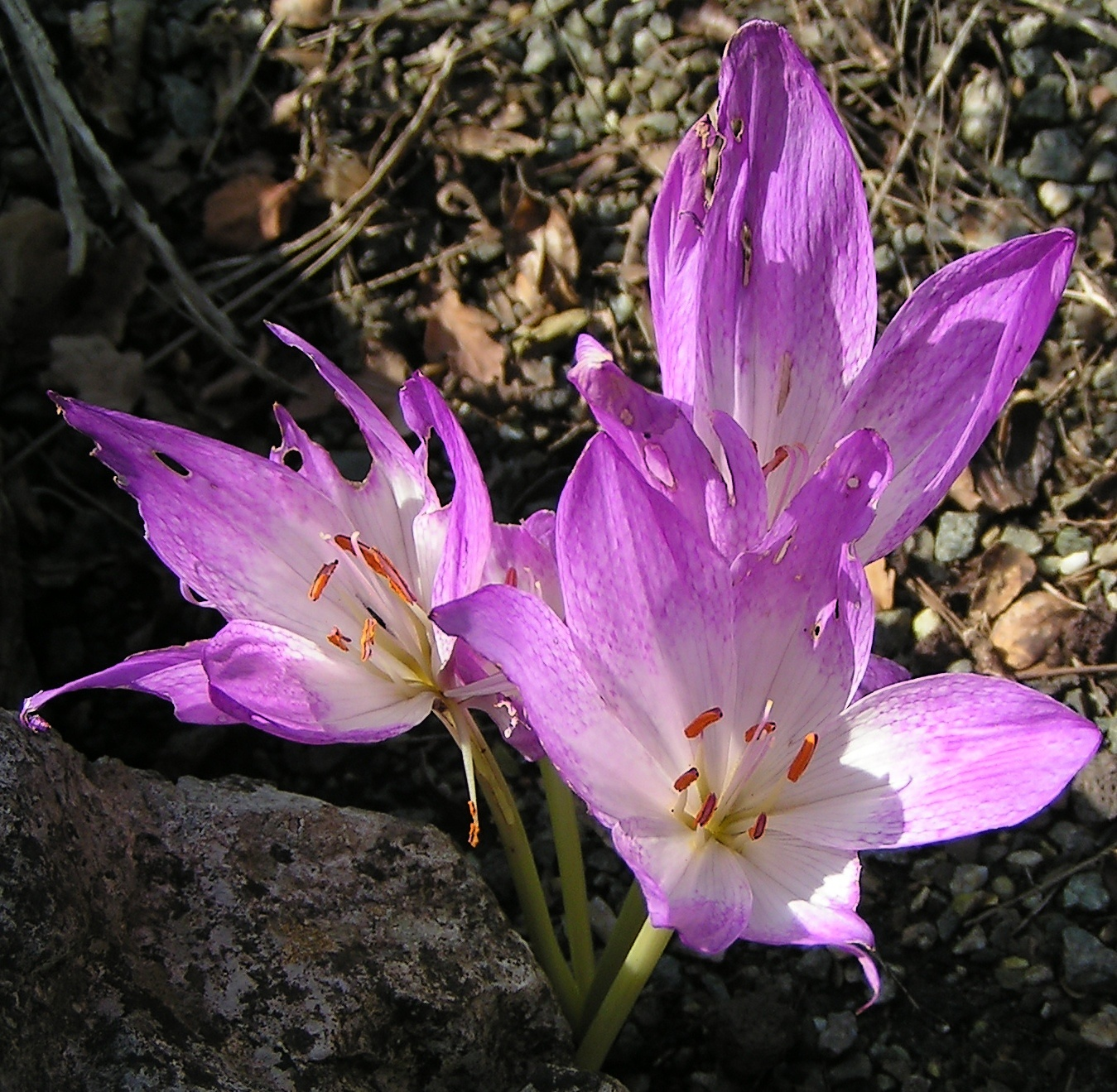
C. bivonae
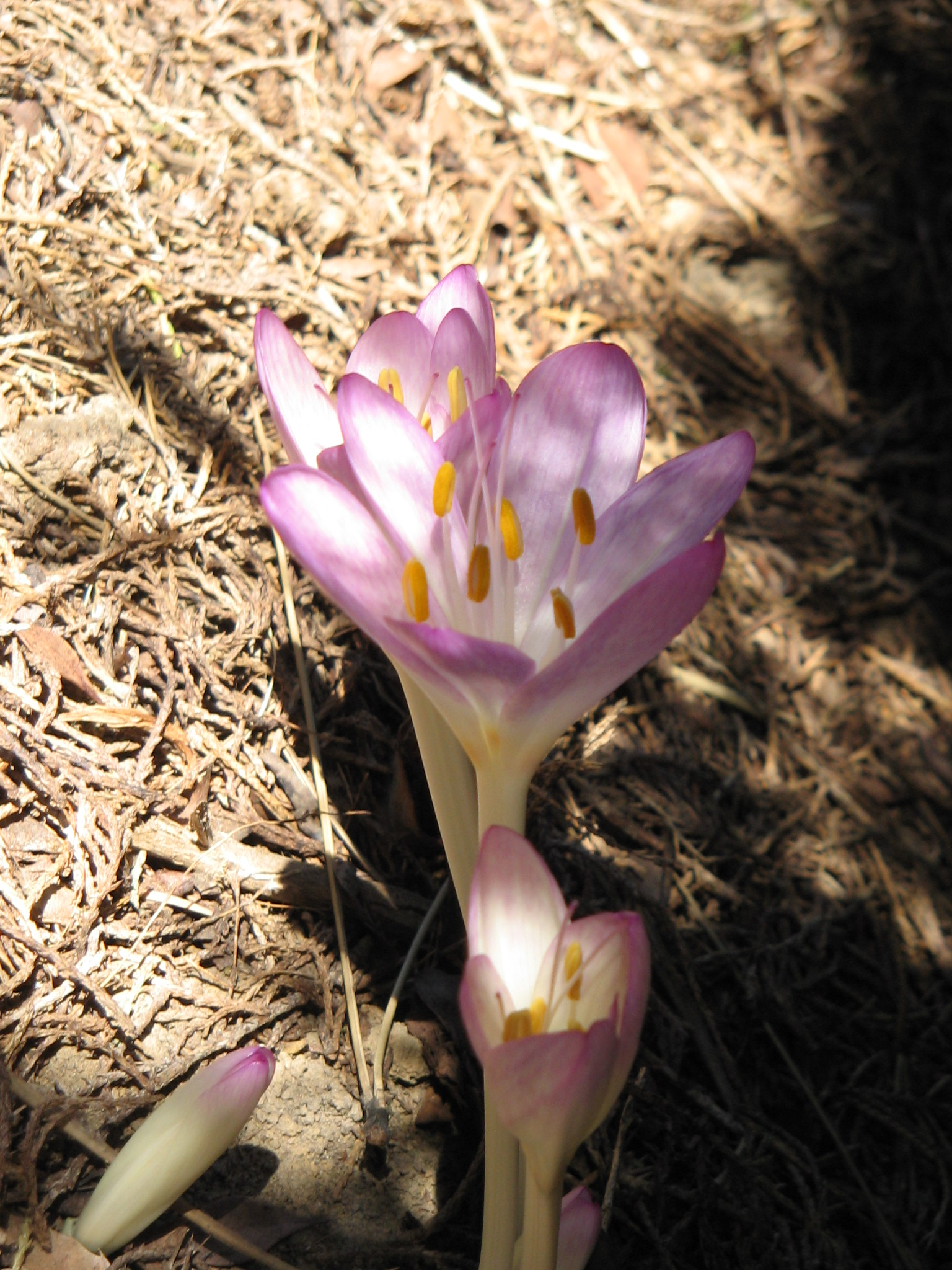
C. cilicicum
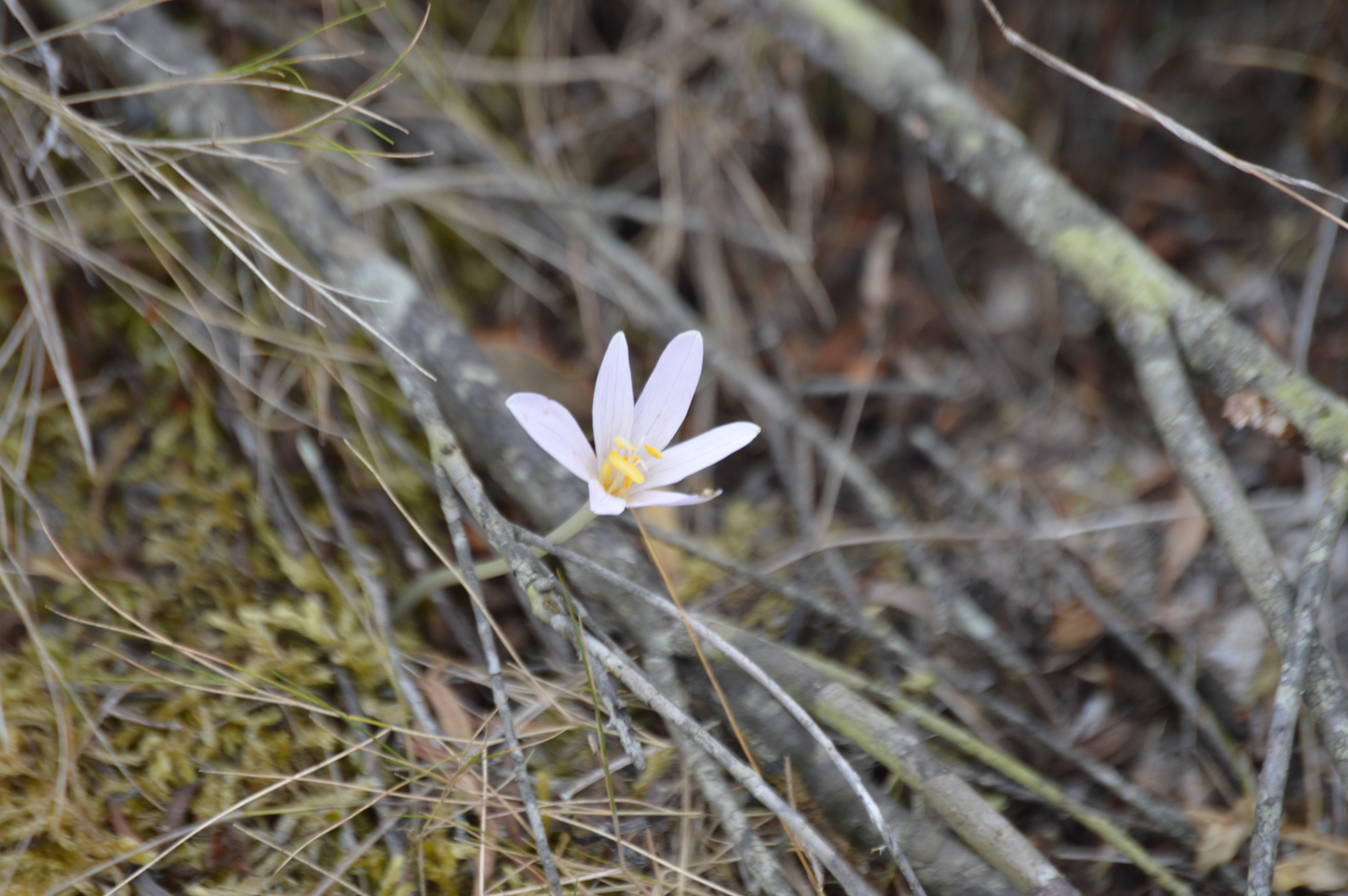
C. corsicum
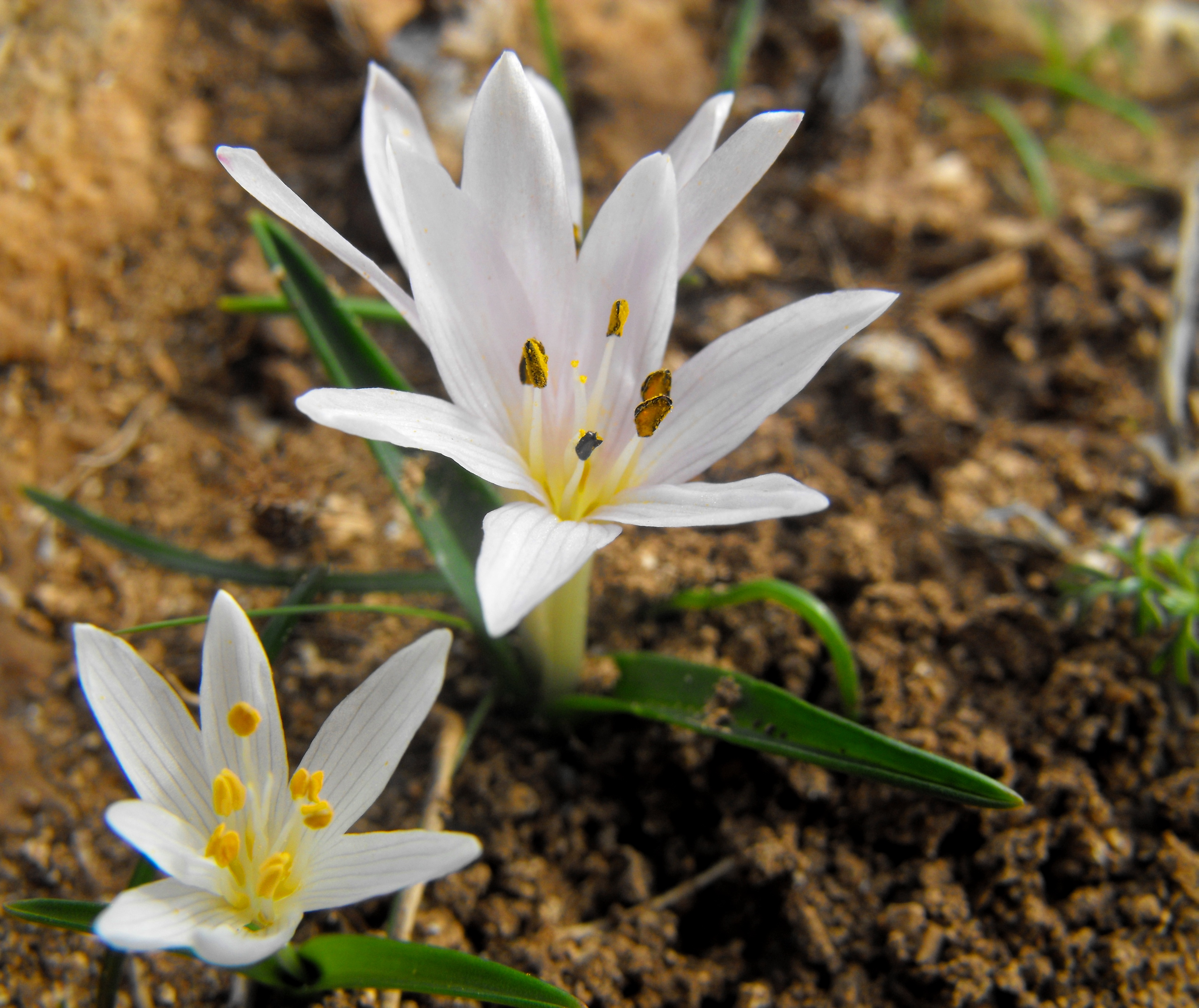
C. cupanii
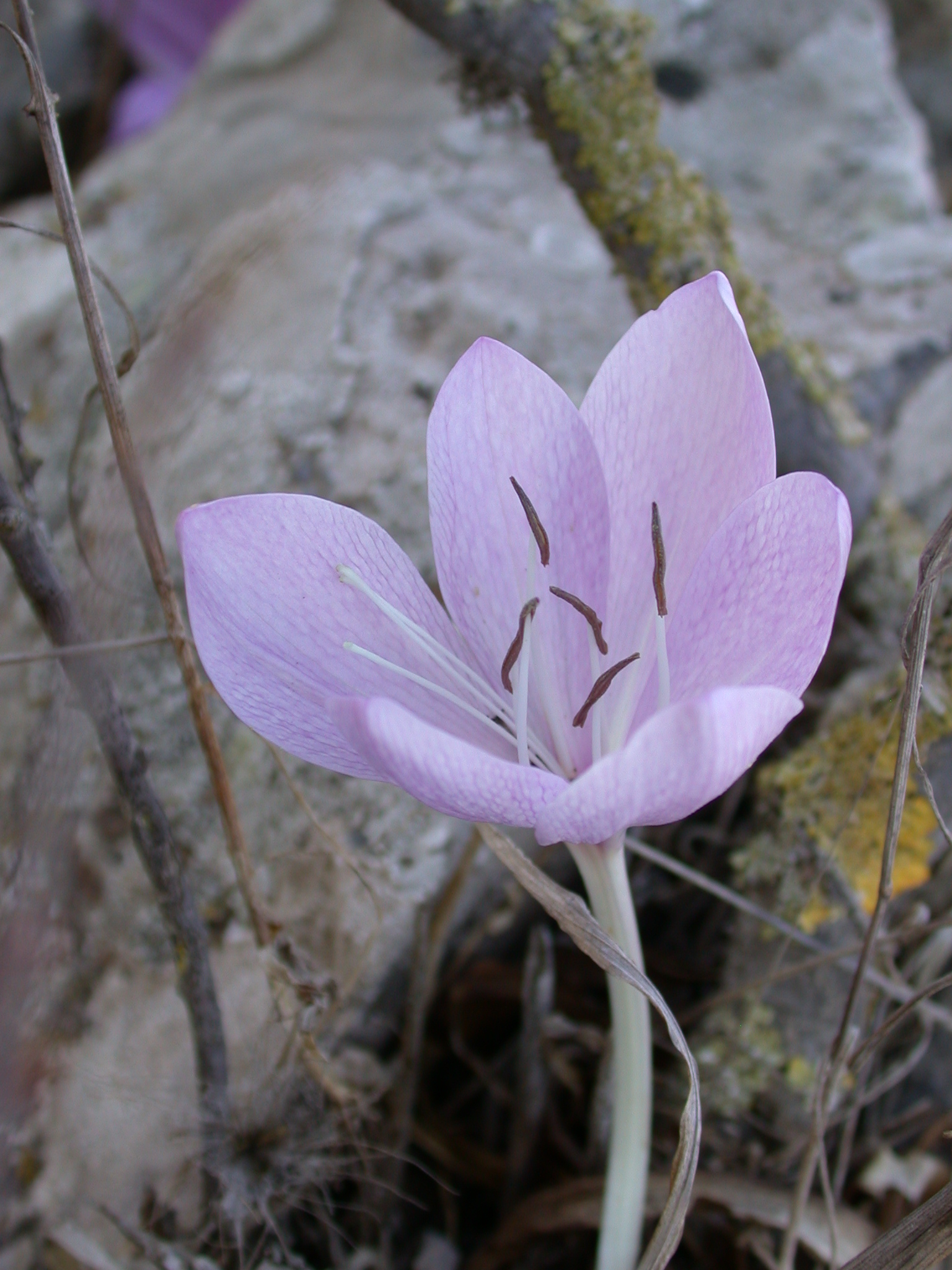
C. feinbruniae
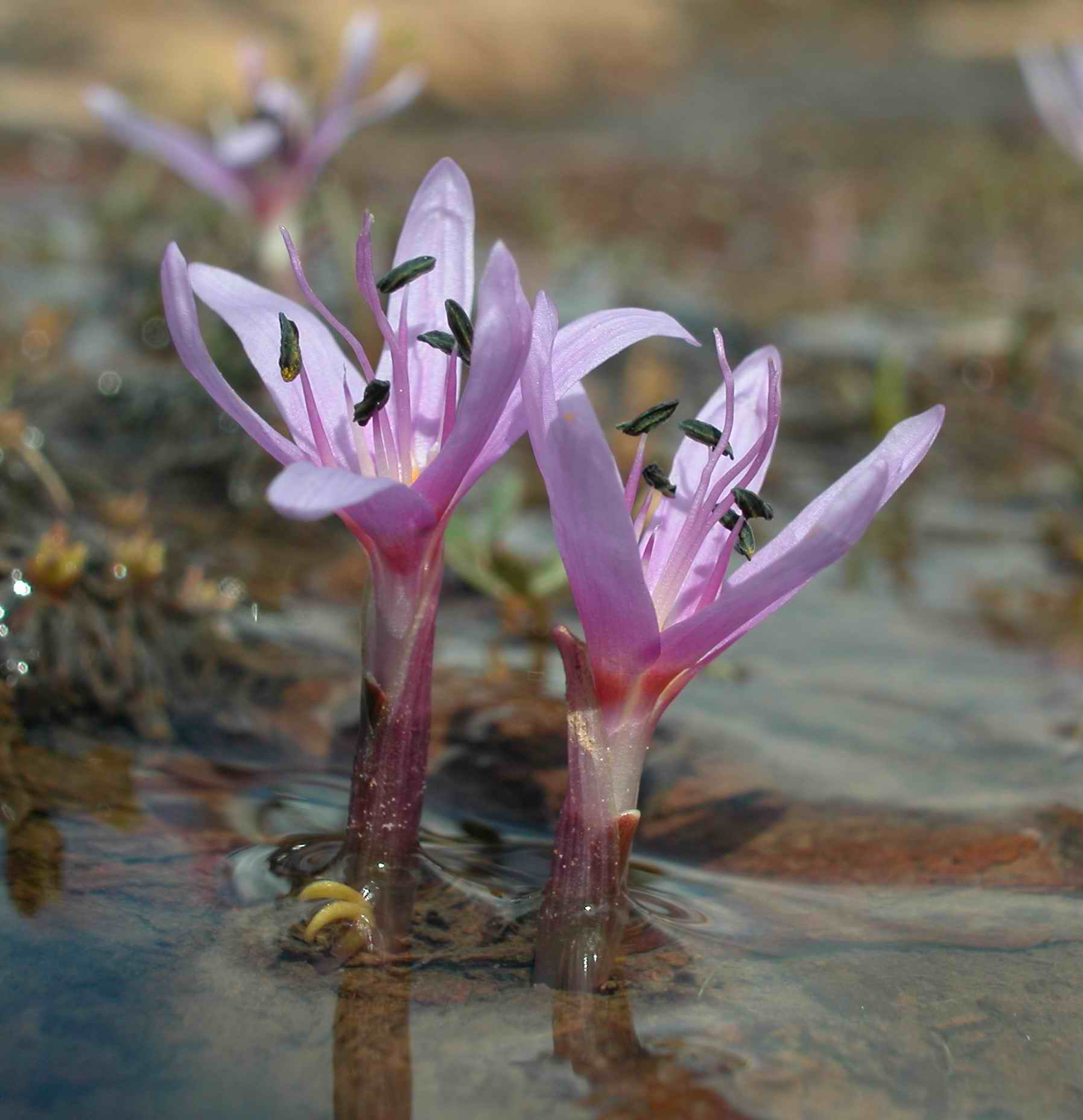
C. figlalii
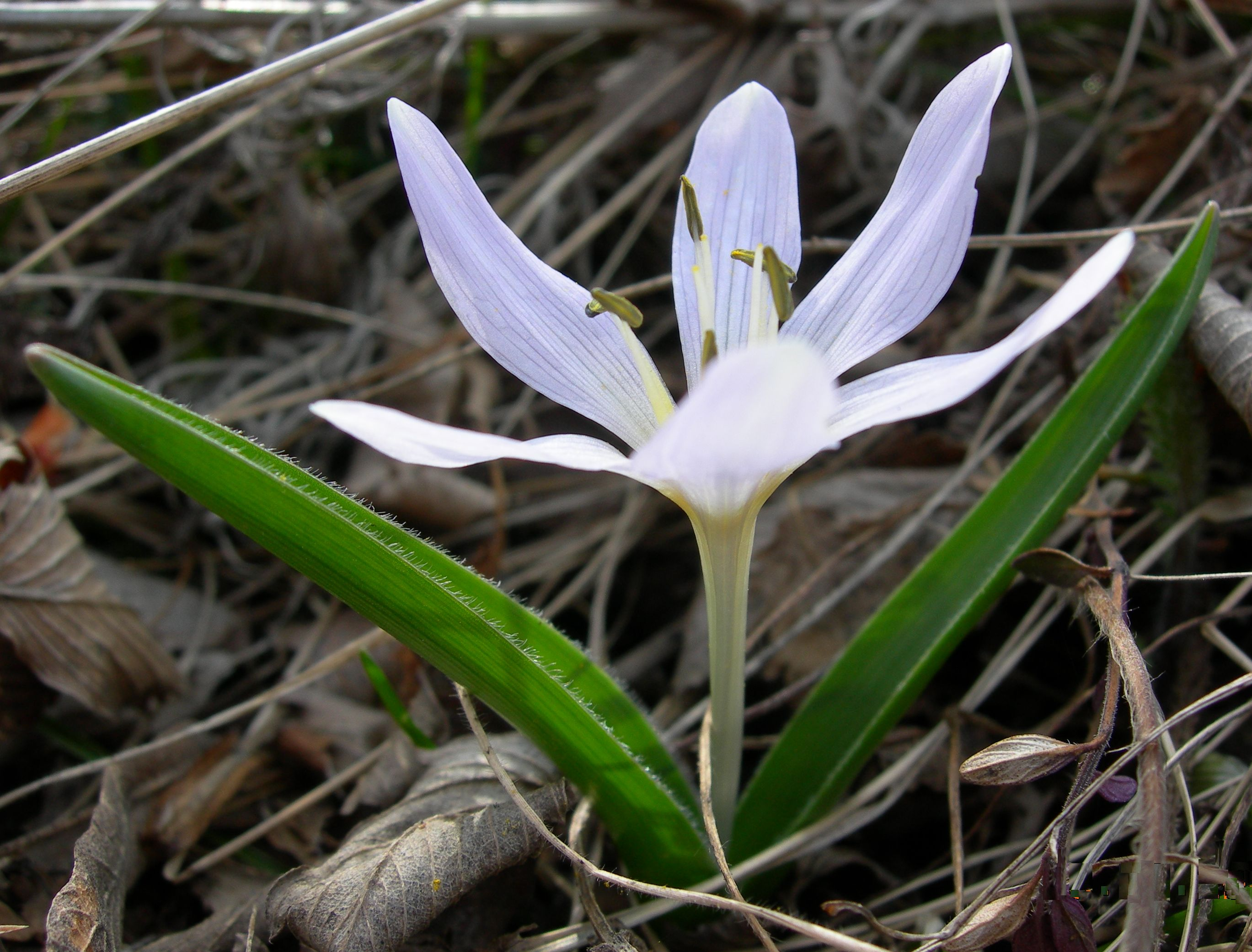
C. hungaricum
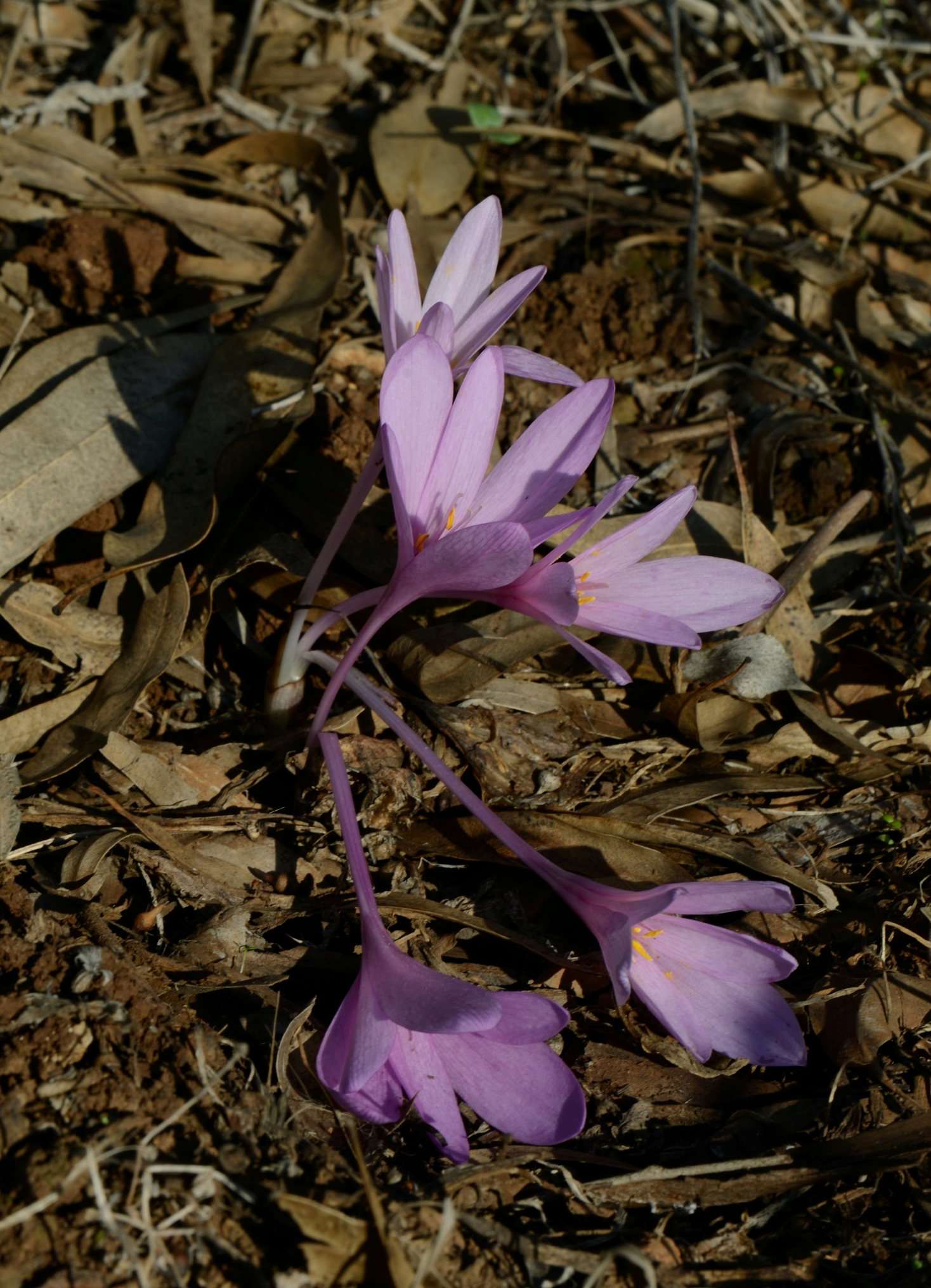
C. hierosolymitanum
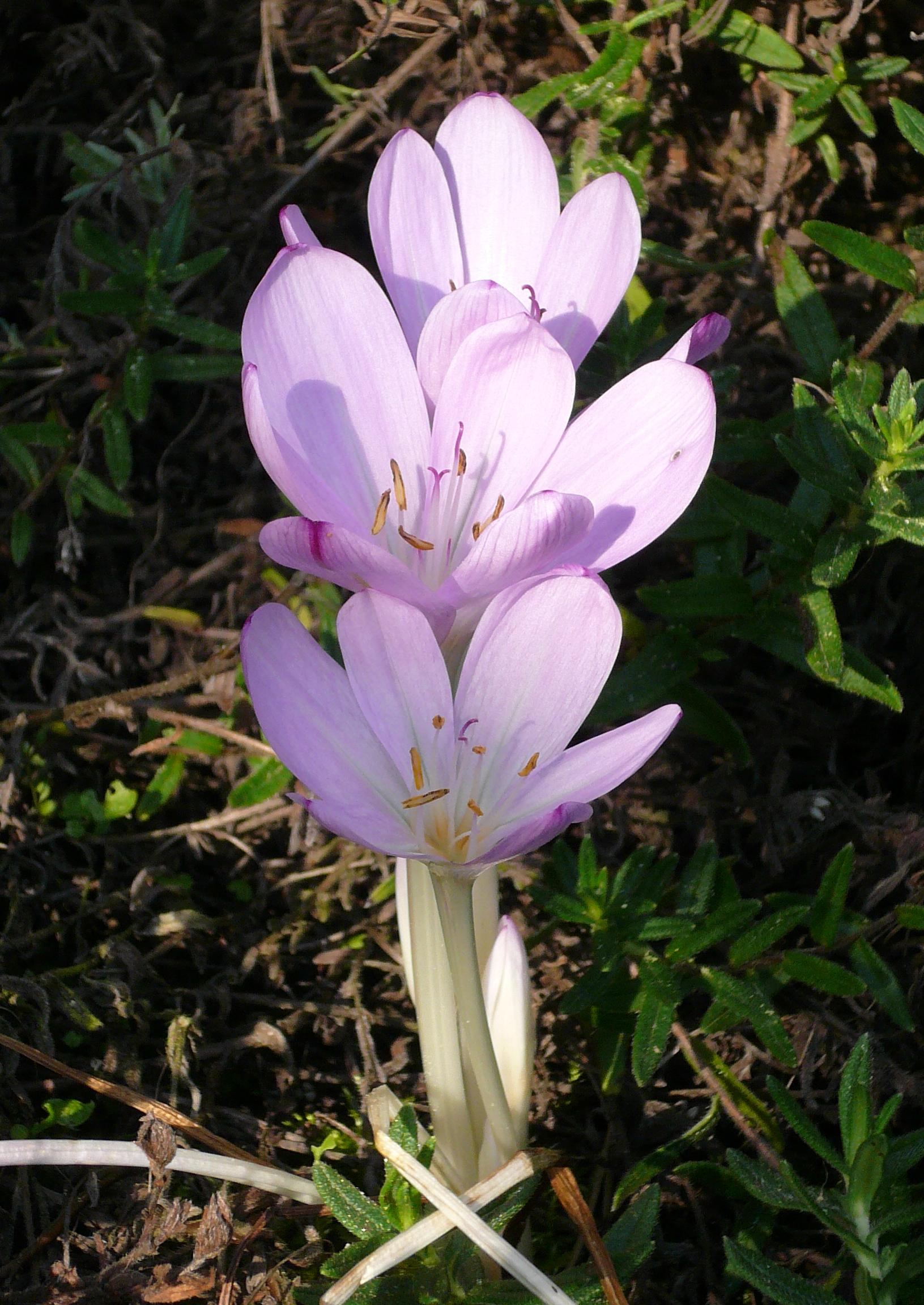
C. lusitanum
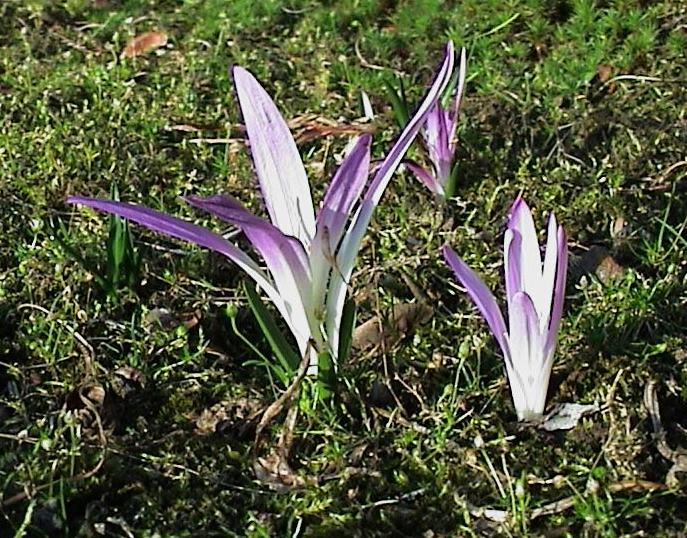
C. montanum
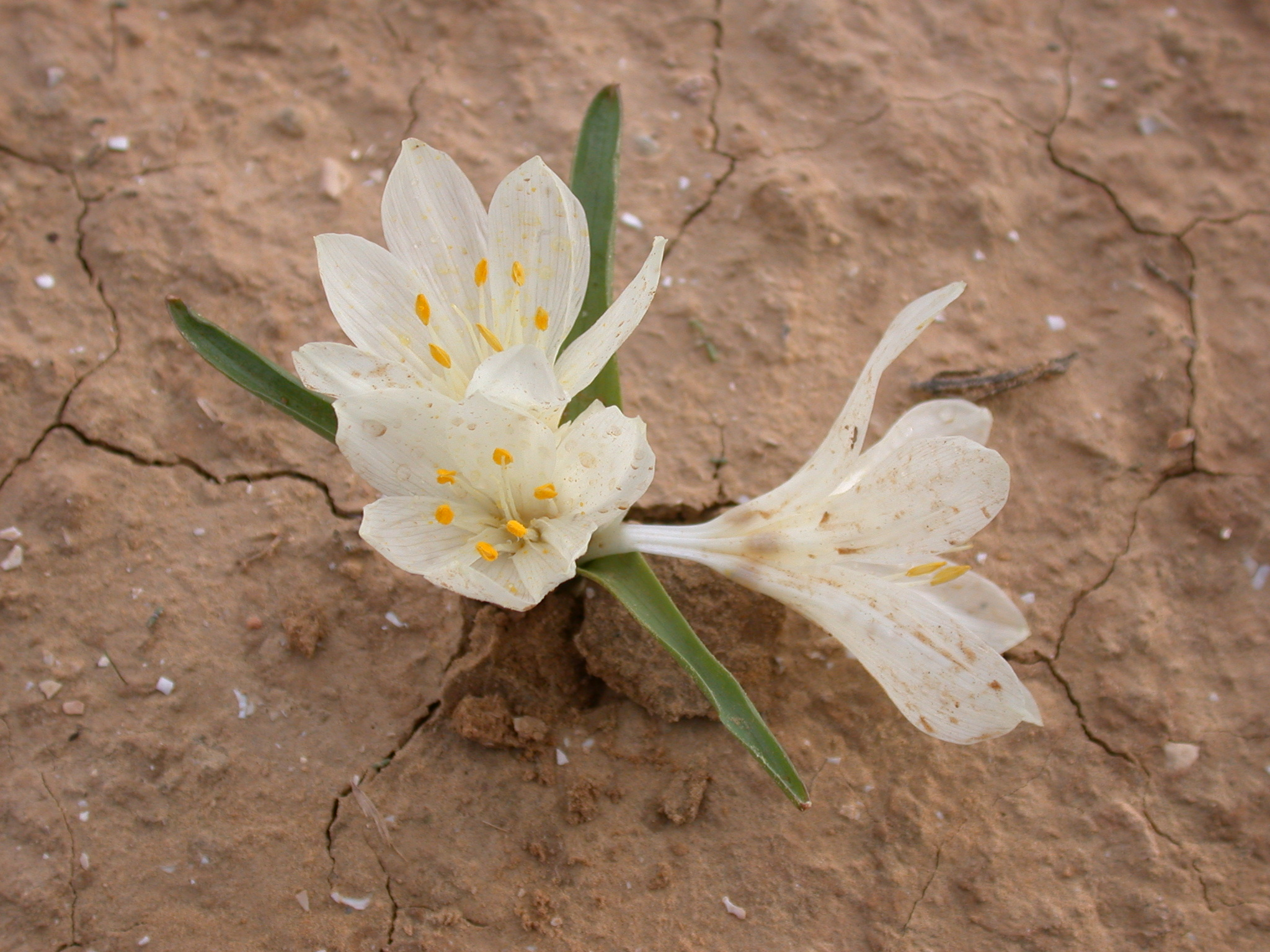
C. ritchii
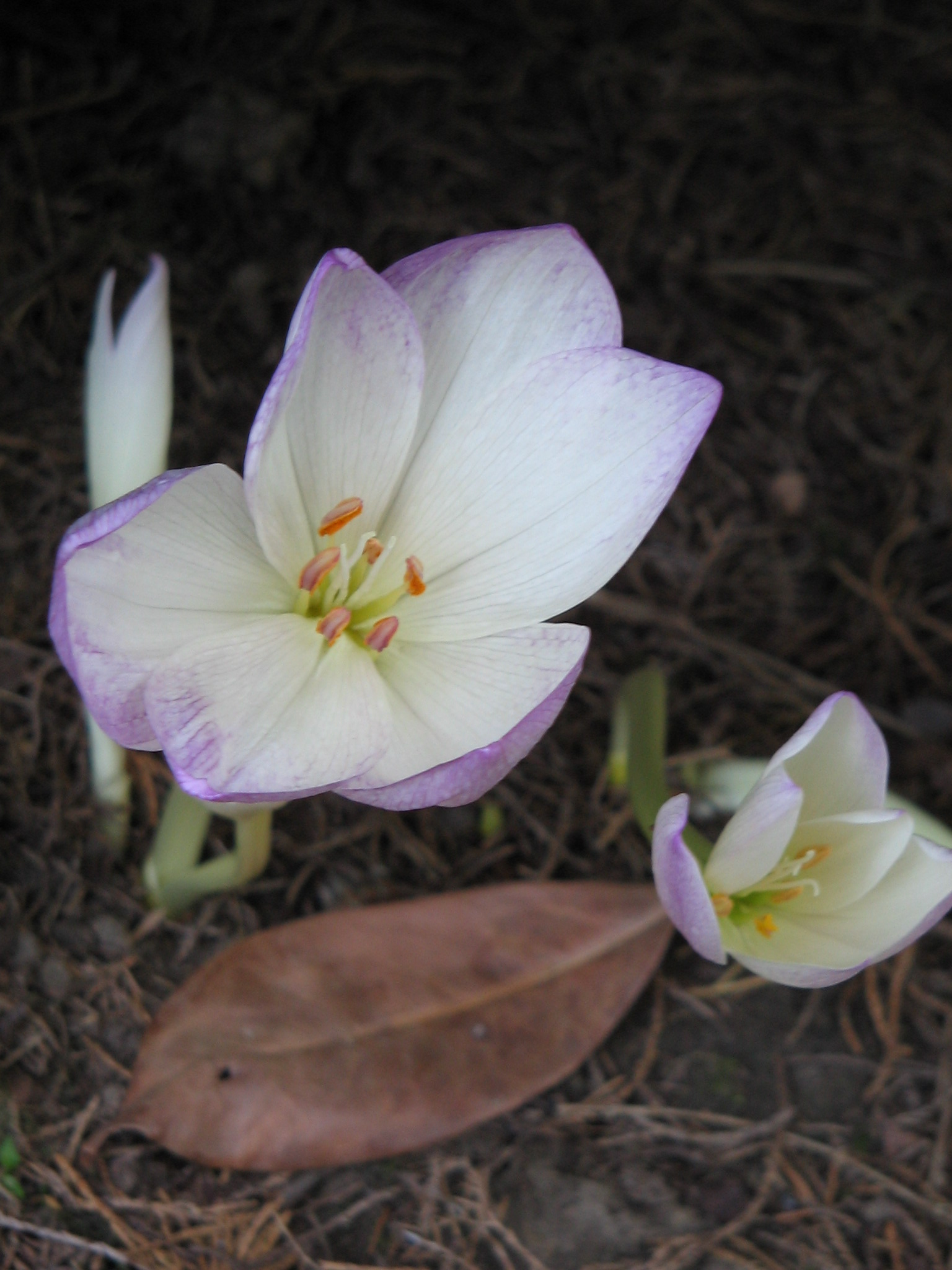
C. speciosum var. bornmuelleri
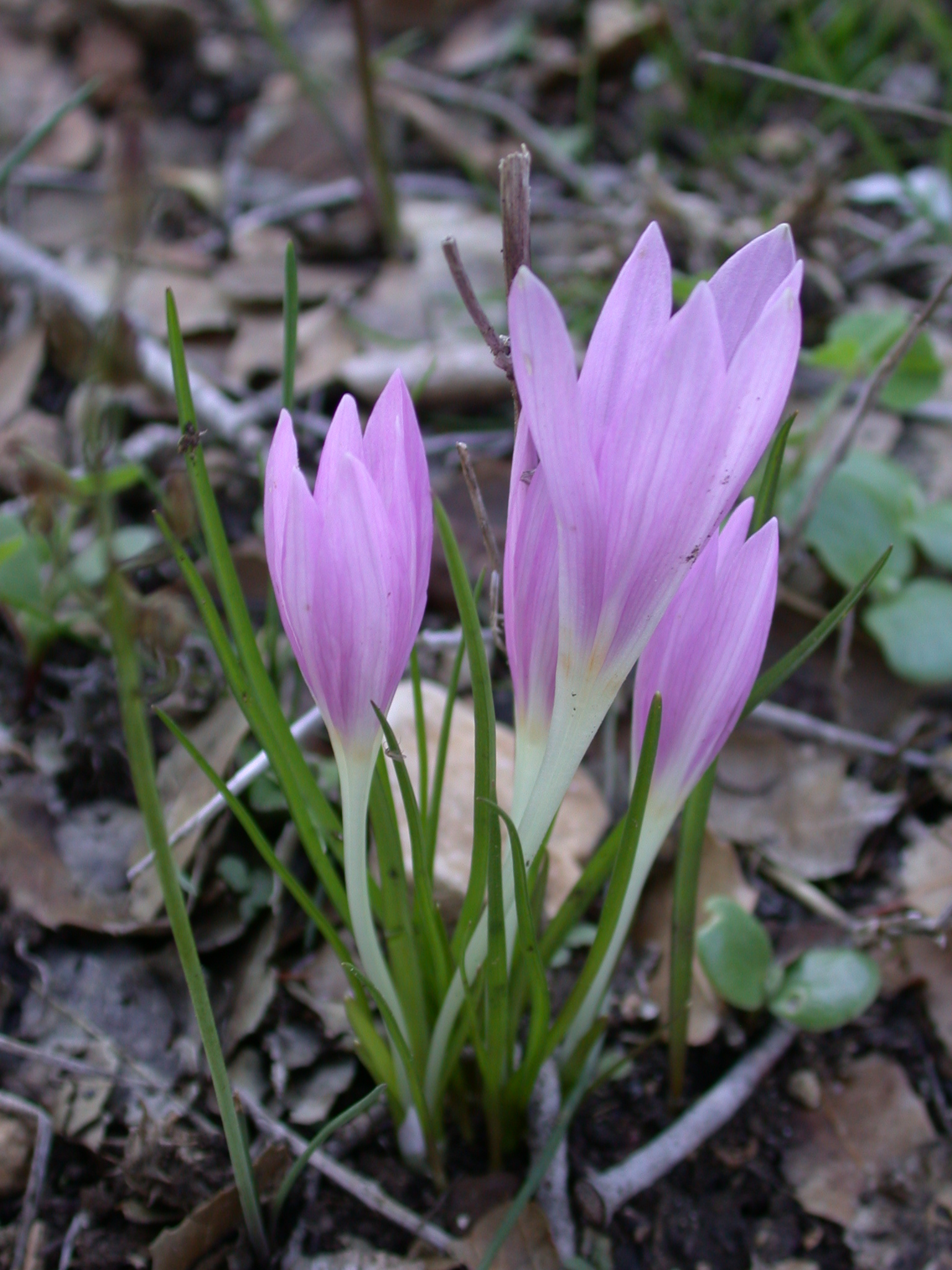
C. stevenii
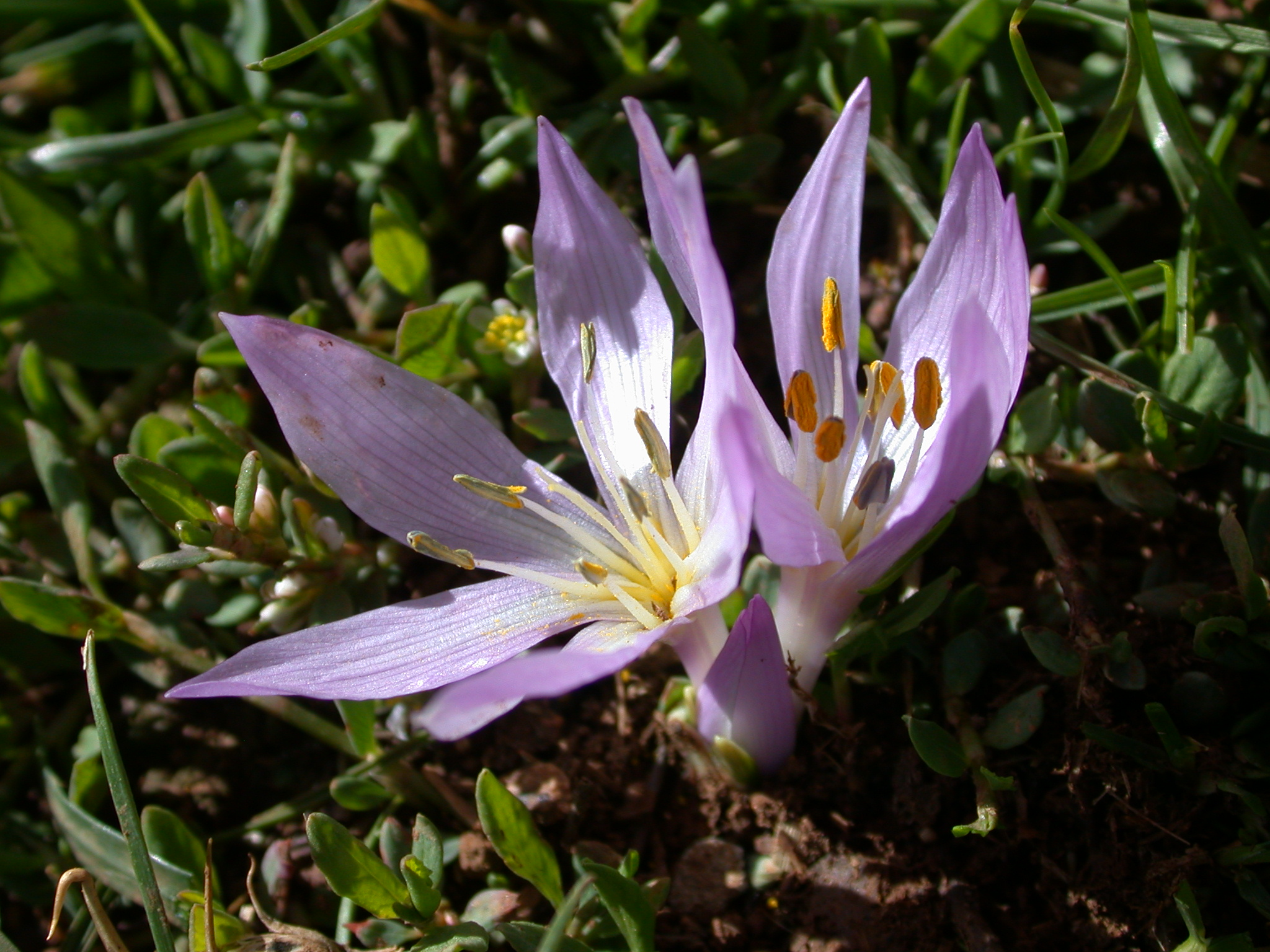
C. szovitsii subsp. brachyphyllum
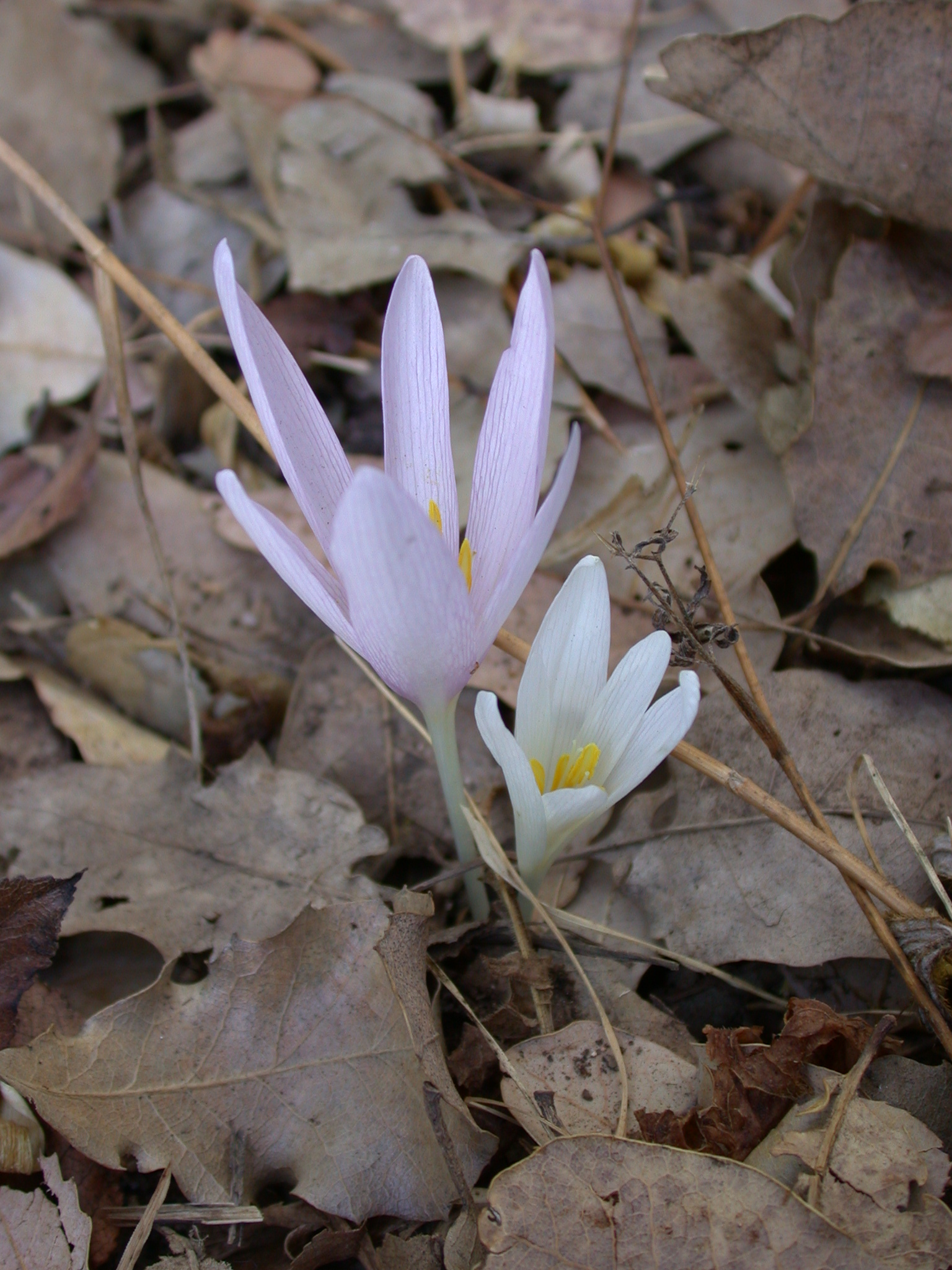
C. troodi
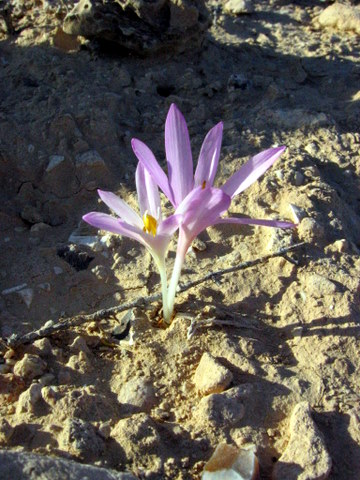
C. tunicatum
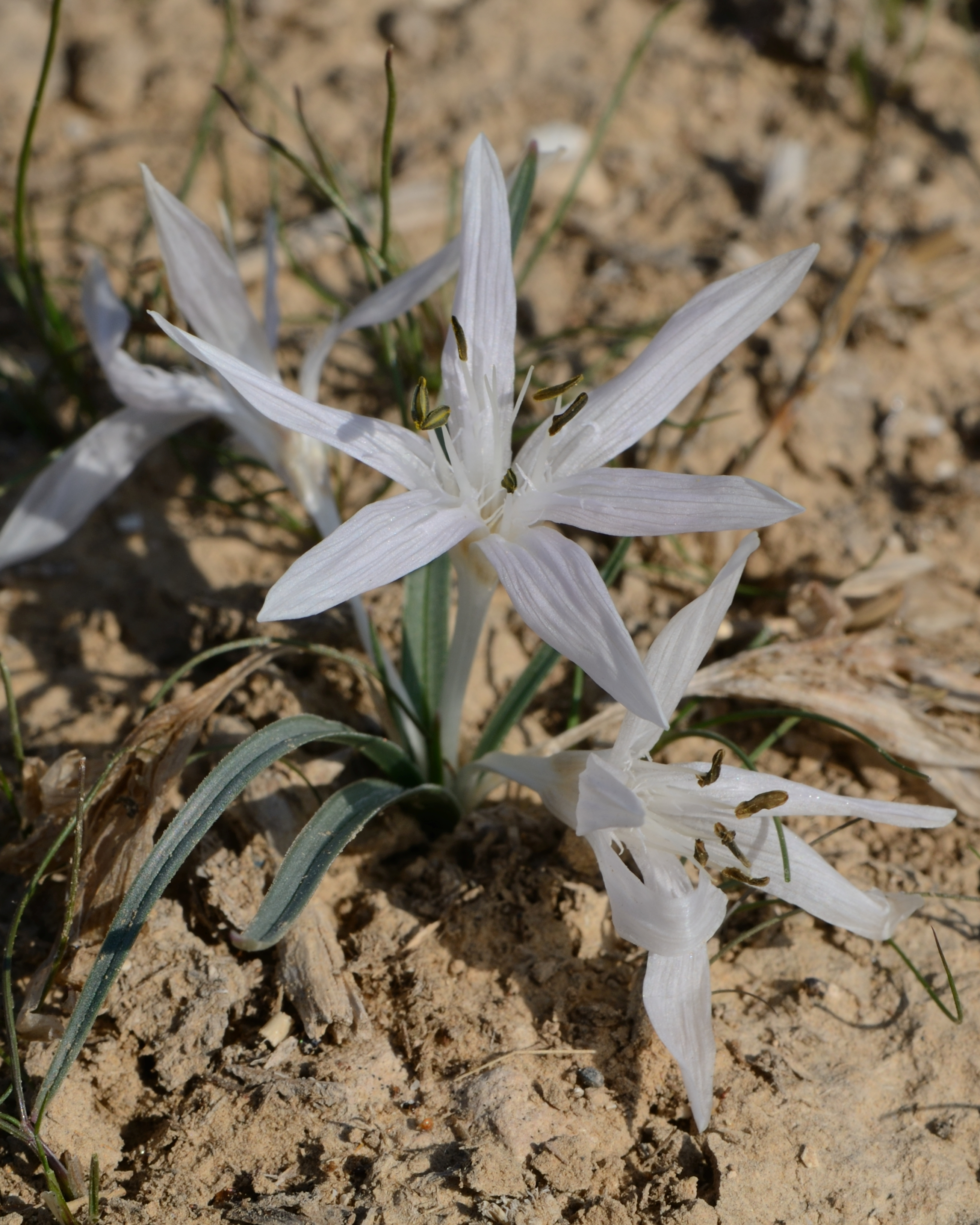
C. tuviae
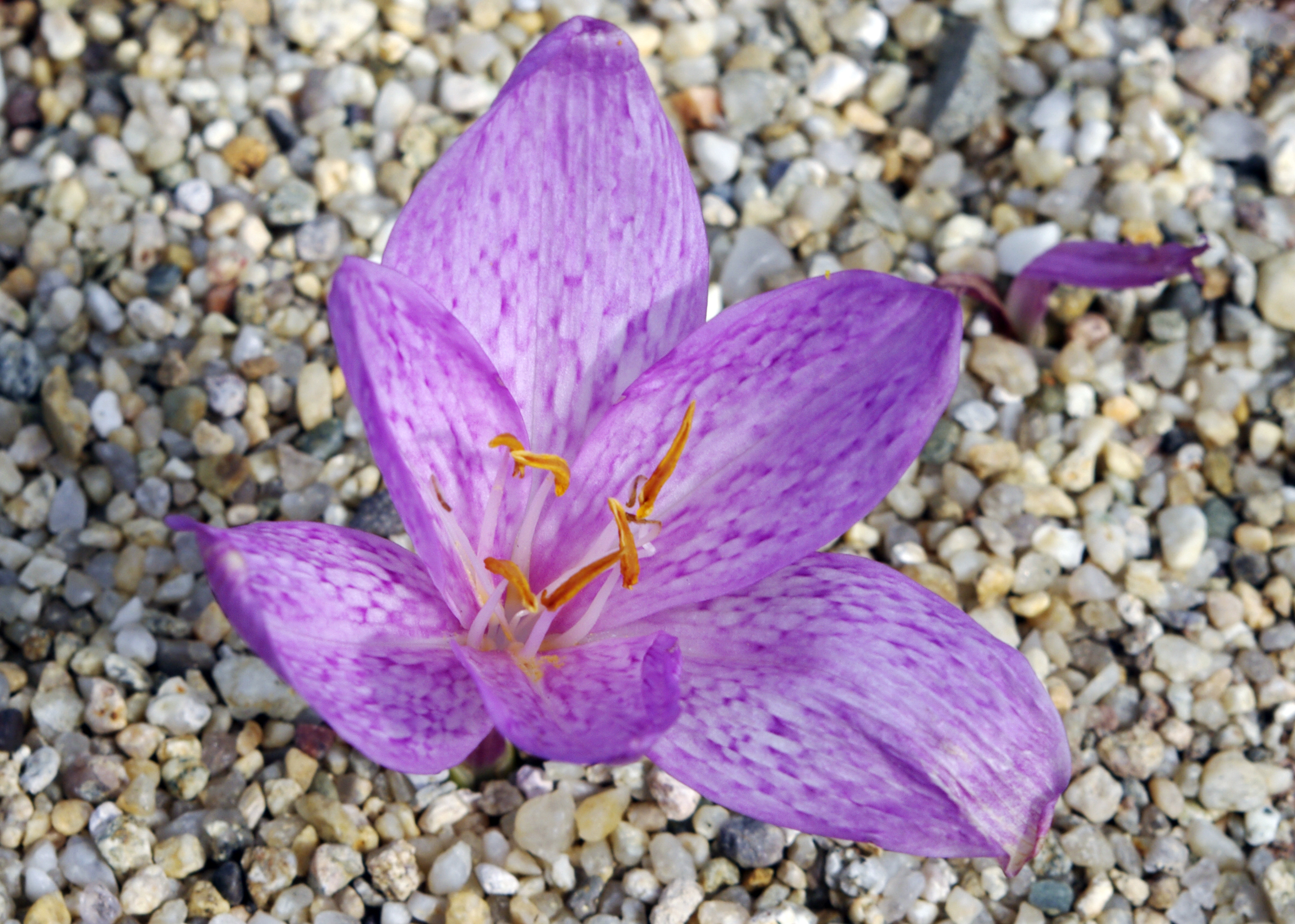
C. variegatum

## Cultivars en hybriden

### Cultivars
- Er zijn cultivars van C. autumnale met dubbele bloemen ('Pleniflorum'), witte enkele bloemen ('Album'), witte dubbele bloemen ('Albumplenum') of wijnrode bloemen ('Atropurpureum').
- C. speciosum 'Album' is een selectie met witte tulpvormige bloemen met een smaragdgroene bloembuis.

### Hybriden
- C. ×agrippinum hort. ex Baker is een oude tuinhybride, vermoedelijk een kruising C. autumnale × C. variegatum. C. agrippinum heeft helderder gekleurde bloemen met een minder uitgesproken dambordmotief dan C. variegatum. C. agrippinum bloeit vroeger en is beter winterhard dan C. variegatum.
- C. ×byzantinum Ker Gawl. (synoniem: C. autumnale 'Major'), een steriel bloeirijk taxon, is vermoedelijk een kruising C. autumnale × C. cilicicum, dat sinds de 17e eeuw bekend is. 'Album' is een selectie met witte bloemen met een vleugje roze.
- Andere, grootbloemige hybriden, zoals 'Lilac Wonder' en 'Giant', komen voort uit kruisingen van voornamelijk C. bivonae Guss. en C. speciosum Steven.
- 'Waterlily' heeft dubbele bloemen die op die van een miniatuurwaterlelie lijken. Deze hybride werd in het begin van de 20e eeuw verkregen door C. speciosum 'Album' te bestuiven met C. autumnale 'Alboplenum'.[5]

Colchicum-cultivars en -hybriden
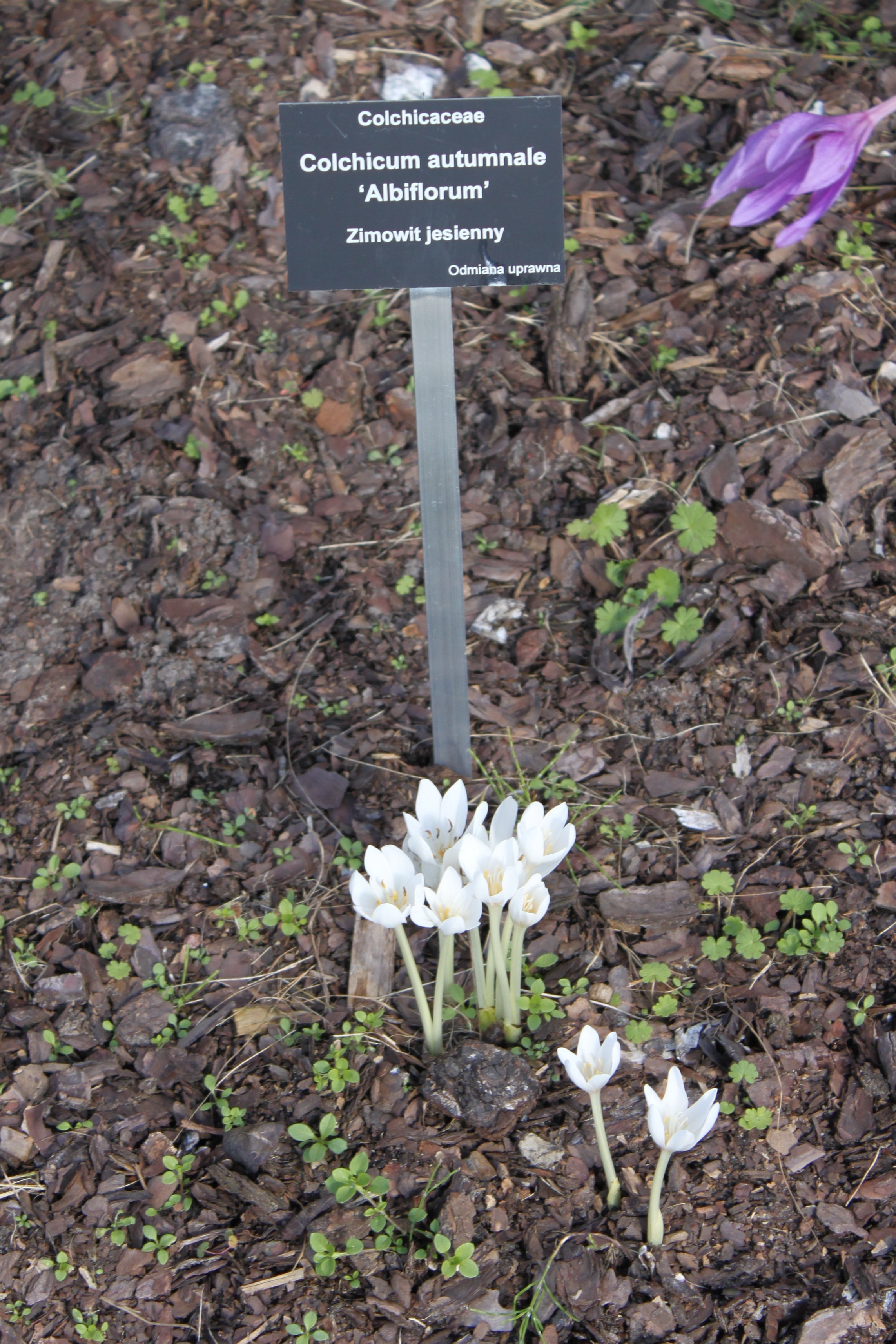
C. autumnale 'Album'
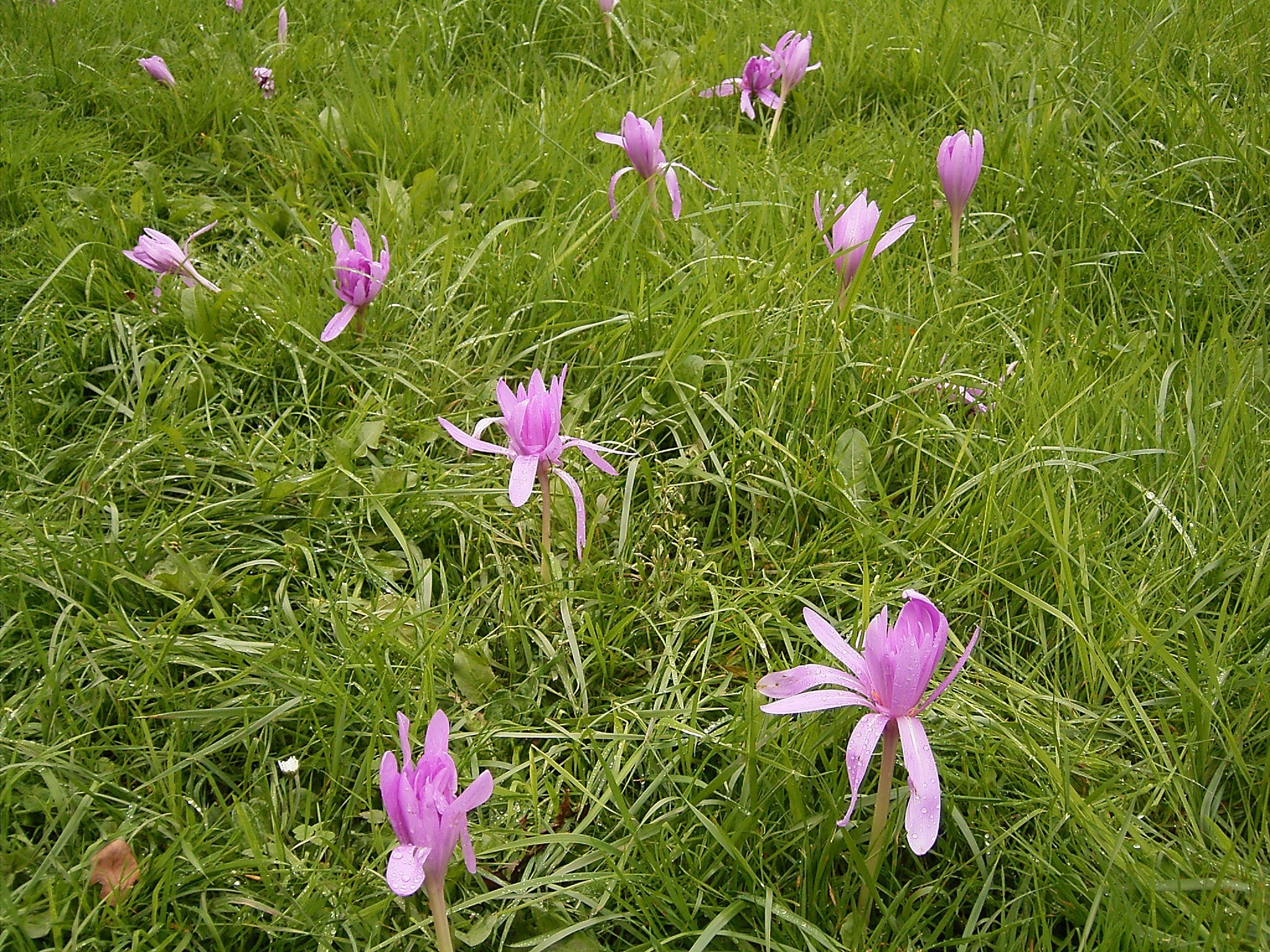
C. autumnale 'Pleniflorum'
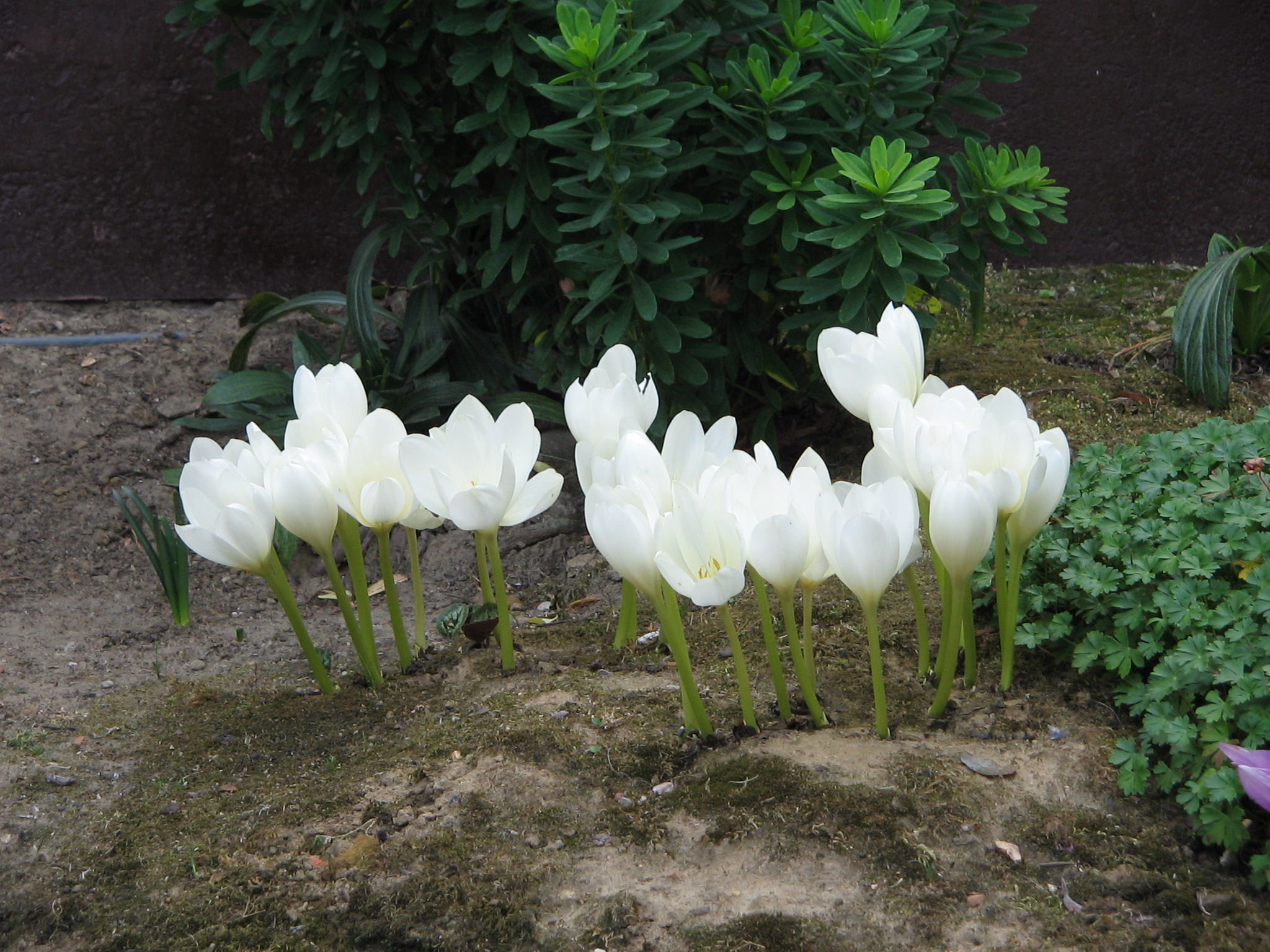
C. speciosum 'Album'
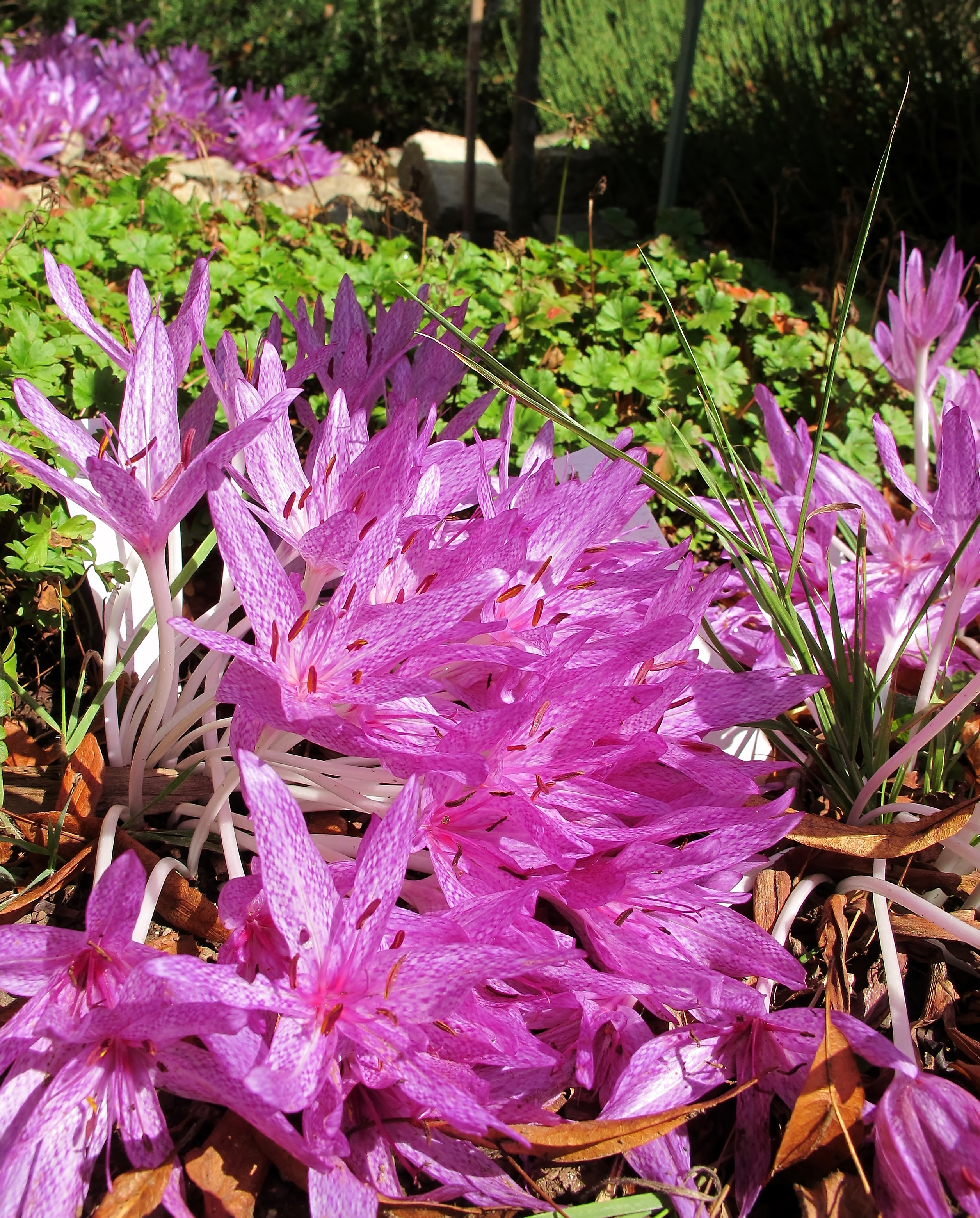
C. × agrippinum
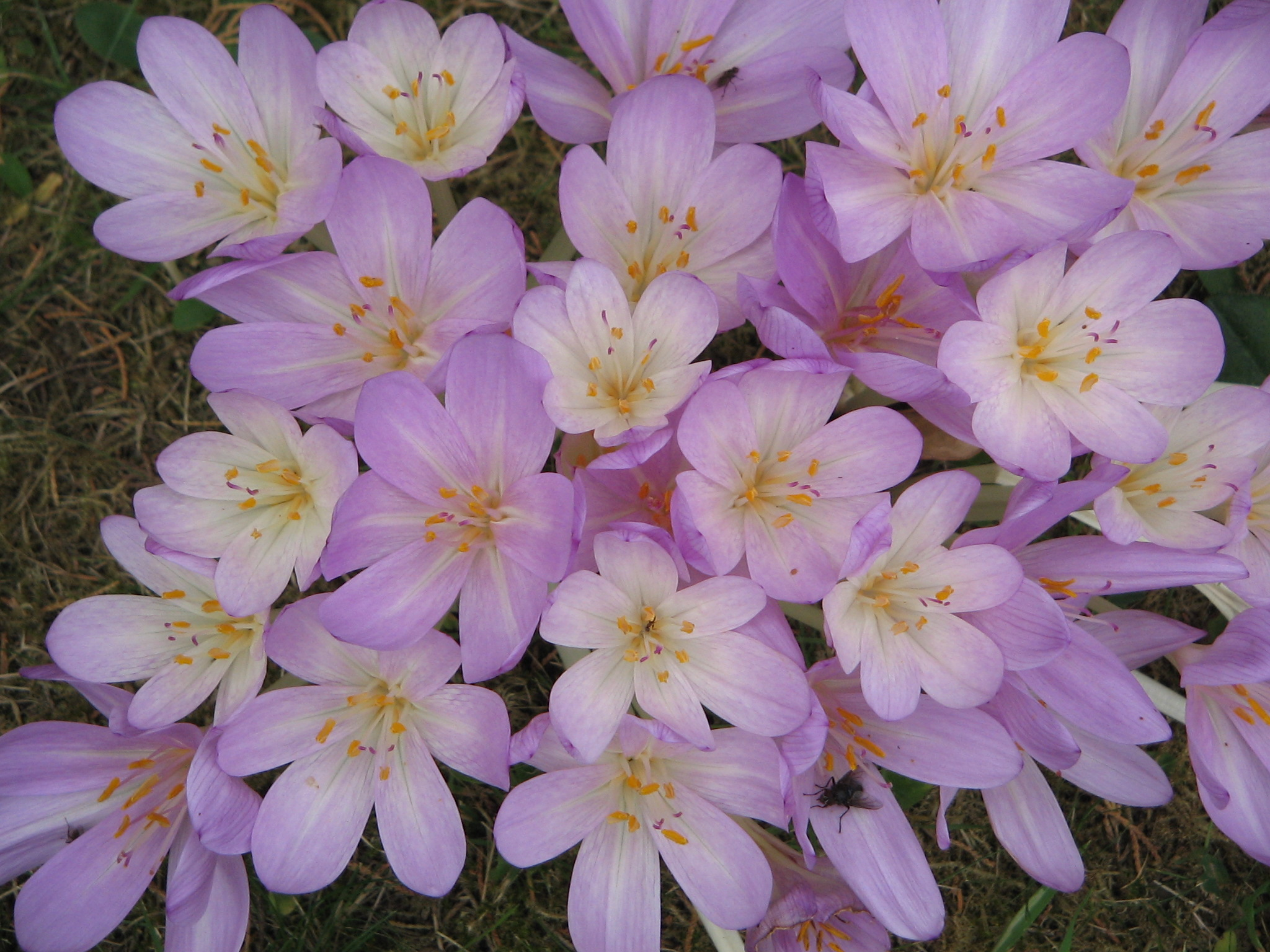
C. × byzantinum
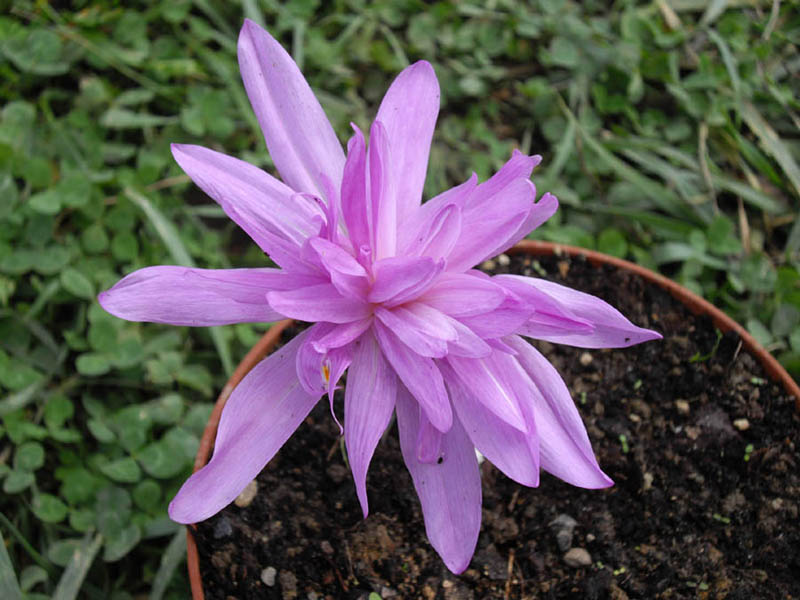
C.  'Waterlily'

... · 
C. alpinum (Alpentijloos) · 
C. autumnale (Herfsttijloos) · 
C. bulbocodium · 
C. ×byzantinum (Droogbloeier) · 
...